# Hannele Huovi
Päivi Marja Hannele Huovi (né le 19 mars 1949 à Kotka) est un écrivain finlandais. 

## Biographie
En 1979, Hannele Huovi obtient son bachelor ès arts à l'Université d'Helsinki.
Elle commence sa carrière comme journaliste notamment à Yle ou entre 1968 et 1983 elle anime plus de 400 émissions.
À partir de 1983, elle devient écrivain.

## Œuvres

### Ouvrages pour enfants et pour jeunes
- Jos olet yksin ja salaa (1979)
- Suo hellii lapsiaan (1980)
- Norsu joka osasi ihmetellä (1982)
- Taikaruukku (1984)
- Salaperäinen rasia (1985)
- Tonttuja – mitä ihmettä (1986)
- Madonna (1986)
- Sinisen ketun aamuvoimistelu (1987)
- Urpo ja Turpo (1987)
- Taivaanpojan verkko (1988)
- Vladimirin kirja (1988)
- Missä on kesän pesä (1989)
- Urpo, Turpo ja Ihanaa (1991)
- Seitsemän unta (1992)
- Tuliraja  1994)
- Vauvan vaaka (1995)
- Atte ja Nysä-Putte (1995)
- Urpon ja Turpon laulukirja (1996)
- Lasiaurinko (1996)
- Urpo, Turpo ja Hirmuinen ÄM (1997)
- Atte ja Kaamea kerhotäti (1999)
- Mänty joka selvitti salaisuuksia (1999)
- Suurkontio Tahmapää (lastenkirja, 2000)
- Matka joulun taloon (lastenkirja, 2001)
- Höyhenketju (2002)
- Urpo ja Turpo Villissä lännessä (2003)
- Gepardi katsoo peiliin (2003)
- Urpon ja Turpon joulu (2006)
- Tammen kultainen laulukirja (2006)
- Maailman paras napa – satuja sinusta (2005)
- Karvakorvan runopurkki (2008)
- Miinalan Veikon nyrkkeilykoulu (2008)
- Suurkontio Tahmapää rakentaa (2008)
- Ahaa! sanoi Pikkuruu (2009)
- Kauhea yö (2010)
- Jättityttö ja Pirhonen (2011)
- Huhuu – kuka siellä? (2011)
- Urpo ja Turpo avaruudessa (2011)

### Ouvrages pour adultes
- (fi) Hiilellä piirretyt puut, Espoo, Weilin+Göös, 1987 (ISBN 951-35-4231-9)
- Matka Grönlannin halki (1992)
- (fi) Paratiisipuku ja muita naisten unia  (ill. Kirsi Neuvonen.), Helsinki, Tammi, 1994 (ISBN 951-31-0440-0)
- Kivikausi (1996)
- Kiven vaitiolo (1999)
- Pesula (2006)
- Spa – Kylpyjä (2011)

### Manuels
- Iloinen Aapinen (1990)
- Iloinen matka (1991)
- Iloinen lukukirja (1992)
- Salainen maa (1998)
- Salainen Aapinen – sadut (2001)
- Salainen lukukirja (2002)

## Prix
- 1985 Prix de la littérature de l'État finlandais
- 1986 Prix Arvid Lydecken
- 1987 Prix Ameri
- 1988 Prix Aapiskukko,
- 1989 Médaille Anni Swan,
- 1989 Prix de la littérature de l'État finlandais,
- 1989 Prix Arvid Lydecken
- 1989 Prix Keskisuomalainen
- 1992 Prix Antti
- 1996 Prix Arvid Lydecken
- 1999 Médaille Einari Vuorela
- 2002 Prix Topelius,
- 2003 Nomination au Prix Finlandia Junior
- 2004 Médaille Pro Finlandia
- 2009 Prix Eino Leino
- 2012 Prix Tirlittan
- 2015 Prix Laivakello